# Власов, Василий Яковлевич
Василий Яковлевич Власов (1896—1957) — белорусский советский партийный деятель.

## Биография

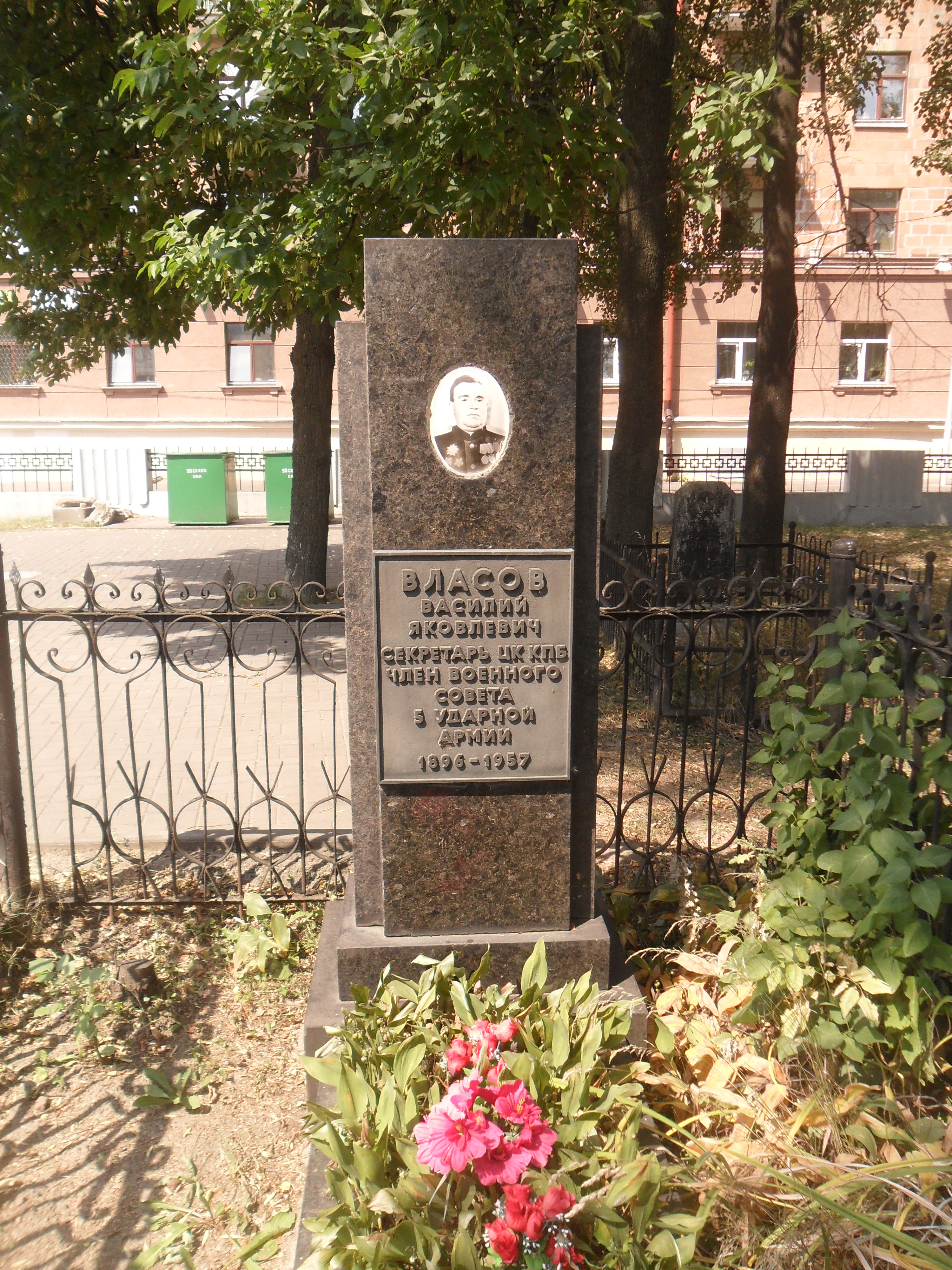
Могила Власова на Военном кладбище Минска.

Василий Власов родился 31 декабря 1896 года в городе Рославль (ныне — Смоленская область). Участвовал в боях советско-польской войны. После её окончания находился на различных партийных должностях.
С марта 1941 года Власов занимал должность секретаря ЦК КП(б) Белорусской ССР по топливно-энергетической промышленности. С октября того же года он участвовал в Великой Отечественной войне, был членом Военных Советов сначала 20-й армии, затем 5-й ударной армии, ему было присвоено звание полковника интендантской службы.
После окончания войны Власов продолжил работу на партийных должностях в Белорусской ССР. Скончался 23 ноября 1957 года, похоронен на Военном кладбище Минска.
Был награждён двумя орденами Ленина, орденами Красного Знамени, Богдана Хмельницкого 1-й степени, Отечественной войны 1-й и 2-й степеней, Красной Звезды и рядом медалей.